# Crkva Gospe od Prizidnica i eremitorij
Crkva Gospe od Prizidnicā i eremitorij nalazi se u Slatinama na otoku Čiovu. Zaštićeno je kulturno dobro.

## Povijest
U crkvi se nalazi središte pobožnosti - slika Majke Božje s Djetetom (Milosna Gospa). Slika se u sačuvanim dokumentima spominje prvi put 1750., u službenom pohodu splitskog nadbiskupa Pacifika Bizze. U umjetničkom pogledu slika je vrlo vrijedan rad 14. stoljeća iz čuvene slikarske škole na Kreti. 
Na pročelju crkve nalaze se dva na kamenim pločama uklesana natpisa. Stariji od njih je dokument o prvoj gradnji crkve, pisan oblikom talijanskog jezika, tadašnjim (pod mletačkom upravom) glavnim uredovnim jezikom, i običnim glagoljašima poznatijim od latinskoga: PRE ZORZI STOIDRAZIC VENE QUA IN EREMITORIO ED IFICHO QUESTO TEMPIO AD ONORE BEATE MARIE CONCEPCIONE MDXLVI. On u prijevodu glasi: Svećenik Juraj Stoidražić dođe u ovu pustinju i sagradi ovaj hram na čast Bezgrešnog začeća Djevice Marije, 1546. god. Crkva je u prvoj polovici 18. st. obnovljena, o čemu svjedoči drugi natpis. 
Od godine 1928. Gospinim svetištem u Prizidnicama redovito upravlja slatinski župnik uz pomoć dvaju crkovinara. Posebnu brigu za svetište i svu njegovu imovinu vodi slatinska porodica Nakir.
Gospi od Prizidnice hodočaste posebno Slatinjani kao i vjernici iz bližih i dalekih krajeva, četiri puta godišnje: na Uskrsni ponedjeljak, na Duhovski ponedjeljak, na Ime Marijino (prva nedjelja iza Male Gospe) i na Gospu od Bezgrešnog začeća (8. prosinca).

## Opis dobra
Sagrađeni su u 1546. godine. Svetište Gospe od Prizidinca utemeljeno je nedaleko od Slatina pod strmim stijenama južne strane otoka Čiova kod morske obale. Polovicom 16. stoljeća osnovali su ga poljički glagoljaši pod vodstvom Jurja Stojdražića. Jednobrodna crkva s izduženom pravokutnom apsidom iz 18. stoljeća čuva čudotvornu ikonu Bogorodice s Djetetom. Zaštićeno zidom, uz crkvu je dvorište s bunarom, a istočno je kamena jednokatnica za stanovanje.

## Zaštita
Pod oznakom Z-5435 zavedena je kao nepokretno kulturno dobro - pojedinačno, pravna statusa zaštićena kulturnog dobra, klasificiranog kao sakralna graditeljska baština.

## Poveznice
- Pustinja Prizidnica
- Dodatak:Popis marijanskih svetišta u Hrvatskoj